# 勝本信之助
勝本 信之助（かつもと しんのすけ、1912年6月17日 - 1987年12月2日）は、日本の経営者。東京都出身。

## 経歴
1937年に東京帝国大学経済学部を卒業し、ゴム統制会、ブリヂストンでの勤務を経て、1954年に日本合成ゴム(現在のJSR)に入社。1962年5月に取締役に就任し、常務、専務を経て、1971年5月に副社長に就任し、1975年5月には社長に昇格。1982年6月には会長に就任。
1987年4月に勲二等瑞宝章を受章。
1987年12月2日肺炎のために死去。75歳没。